# Stadium Arcadium (sång)
Stadium Arcadium är en låt utgiven av rockbandet Red Hot Chili Peppers.
Låtens historia började med att bandets trummis Chad Smith satt och finslipade på sitt trumspel när han började spela på något bandet inte varit bekant med tidigare. Anthony Kiedis gav sedan låten en text och kom sedan att bli en av låtarna på albumet Stadium Arcadium.